# 魔力寶貝：永恆初心

《魔力寶貝：永恆初心》是日本史克威尔艾尼克斯出品，初心網絡科技與大宇資訊為臺灣、香港以及澳門地區的玩家共同推出的官方繁體中文版本網絡遊戲。2021年2月26日發布推出的消息。固定於臺灣時間的星期四上午10:00至12:00進行兩小時伺服器維護作業。

## 遊戲內容
《魔力寶貝：永恆初心》是免費商城制遊戲，部份內容需另行支付費用。目前原訂只有永恆雙子與永恆天秤二個伺服器，後來加開：永恆獅子，永恆魔蝎（羯），永恆雙魚，永恆牧（牡）羊目前共計六個星座伺服器。以《魔力寶貝》的1.0「神獸傳奇」、1.5「魔弓傳奇」與2.0「龍之沙漏」為藍圖進行平衡性的細部調整。
1. 遊戲內的聲望、戰鬥與技能的獲得經驗值以原版的雙倍計算[9]。
2. 保留法蘭城全域和職業晉階任務[9]，追加新的地圖和新任務[9]。
3. 為了維持不同職業之間的強度平衡，所以僅保留「因果報應」的回力鏢專屬技能之外，3.0「樂園之卵」起與後續版本的新技能將不會開放[9]。
4. 針對技能調整：諸刃、護衛、乾坤一擲、聖盾、連擊、亂射，陽炎、氣功彈[9]。
5. 不再推出王寵[9]。

## 營運
1. 4/1開服，因程式碼瑕疵，造成大量玩家洗錢，於4/2即關閉伺服器，並且5月份前皆未有更新訊息。
2. 原預計在臺灣時間的2021年4月16日上午10:00至2021年4月19日上午10:00期間進行封測[10]。後因為遊戲人數過多導致伺服器遠超負載，製作人員多次嘗試進行升級與擴容作業[9]官方改善玩家遊戲環境與連線品質[9][11]以及外掛程式侵擾緣故[12]，為了補償玩家於是將封測時間延長至2021年4月20日上午10:00[11]。
3. 2021年4月19日再以提供更穩定的遊戲環境為由，於是決定將封測延長至2021年4月21日上午10:00[13]。
4. 2021年4月17日在遊戲的封測期間，玩家在遊戲內表達對遊戲連線品質不滿，但由於用詞涉嫌對公司公然侮辱或誹謗的嫌疑，因此玩家遭到帳號停權處分[14]事後查緝以「考慮到謾罵是我們不建議於勇者之間發生的行為，但如若勇者的對象是官方，我們認為是沒問題的[15]。」解除封鎖[15]。
5. 游戲于2021年5月11日的上午11:00正式上線[16]。然而自正式開服以來，由於大量的外掛及工作室玩家的湧入使得官方維護難度加劇，伺服器狀況完全沒有獲得改善，亦存在不少誤封正常玩家的情況令許多的玩家至官方粉絲專頁公開留言表示不滿[17]。

## 外部連結
- 官方网站